# Кальницька Олена Миколаївна
Кальницька Олена Миколаївна (12 травня 1921, Київ — 26 травня 2002) — українська скульпторка.

## Біографія
У 1939—1941 навчалася у Московському інституті фізкультури. У 1951 закінчила КХІ, де вчилася у Л. Муравіна і М. Лисенка.

## Творчість
Працювала в галузі станкової та монументальної пластики.
Твори:
- «Ранок» (бронза, 1957),
- «Лучниця» (оргскло 1962 — 63),
- портрет М. 3аньковецької (оргскло, 1964),
- портрет В. Куйбишева (кована мідь, 1969),
- портрет С. Рахманінова (мідь, 1970),
- пам'ятник комсомольцям 20-х рр. у Прокоп'євську Кемеровської області (бетон, 1967).